# Варшавський договір (1955)

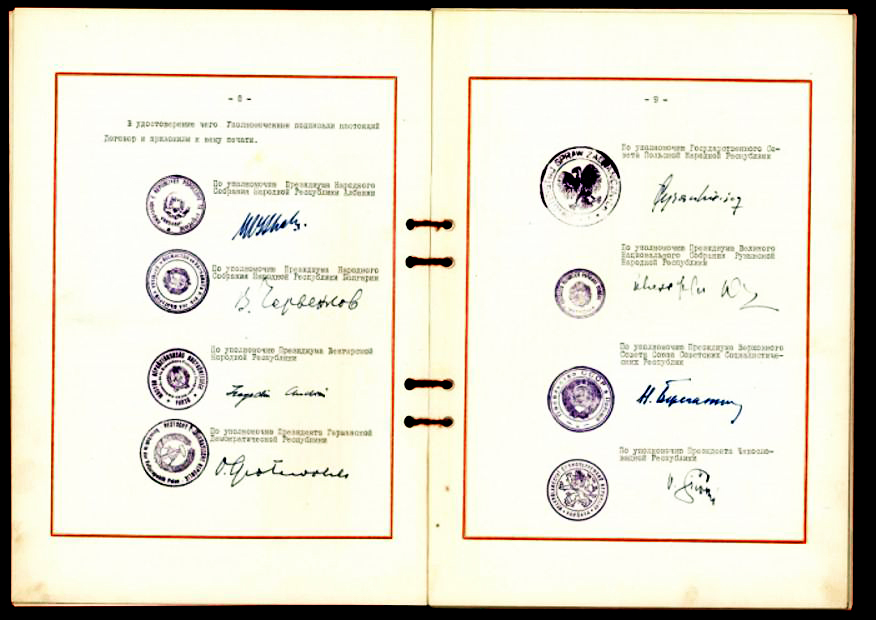
Документ Варшавського договору - підписи країн-учасників

Варша́вський до́говір (Варшавський пакт; повна офіційна назва: Варша́вський до́говір про дружбу, співробітництво і взаємну допомогу, Соціалістичний блок, Соціалістичний табір) — угода соціалістичних країн, підписана 14 травня 1955 у Варшаві, ПНР.
Країни-учасниці: Албанія (з 1962 не брала участі у роботі, а 1968 року вийшла з ВД), Болгарія, НДР (після об'єднання Німеччини 1990 року вийшла з ВД), Польща, Румунія, СРСР, Угорщина й Чехословаччина.
1 липня 1991 в Празі Болгарія, Угорщина, Польща, Румунія, СРСР і Чехословаччина підписали протокол про припинення чинності Варшавського договору.
Він оформив створення військового союзу європейських соціалістичних держав за провідної ролі Радянського Союзу — Організації Варшавського договору (ОВД) і закріпив біполярність світу на 36 років. Укладення договору стало відповіддю на приєднання ФРН до НАТО.
Договір підписано Албанією, Болгарією, Угорщиною, НДР, Польщею, Румунією, СРСР і Чехословаччиною 14 травня 1955 на Варшавській нараді європейських держав по забезпеченню миру та безпеки в Європі.
Договір набув чинності 5 червня 1955 року. 26 квітня 1985 року, у зв'язку із закінченням терміну дії, був продовжений на 20 років.
Варшавський договір виявився унікальним союзом, який вторгався лише до своїх членів, наприклад, 1956 року до Угорської Народної Республіки, 1968 року до Чехословацької Соціалістичної Республіки. 
У зв'язку з перетвореннями в СРСР та інших країнах Центральної та Східної Європи 25 лютого 1991 року держави-учасники ОВД скасували її військові структури, а 1 липня 1991 року в Празі підписали Протокол про повне припинення дії Договору. Чисельність Збройних Сил Організації Варшавського Договору на 1985 рік склала 7 562 987 солдатів.

## Склад
Складався з 8 соціалістичних держав, загальним населенням в 405 млн осіб, з них майже 300 млн — СРСР: 

| Республіка                             | Правляча партія |
| -------------------------------------- | --- |
| СРСР                                   | Комуністична партія Радянського Союзу |
| Соціалістична Республіка Румунія       | Румунська комуністична партія |
| Народна Республіка Болгарія            | Болгарська комуністична партія |
| Польська Народна Республіка            | Польська об'єднана робітнича партія |
| Німецька Демократична Республіка       | Соціалістична єдина партія Німеччини |
| Чехословацька Соціалістична Республіка | Комуністична партія Чехословаччини |
| Угорська Народна Республіка            | Угорська соціалістична робоча партія |
| Народна Республіка Албанія             | Албанська партія праці — через ідеологічні розбіжності вийшла із блоку 1961; формально вийшла у вересні 1968 року — після вторгнення військ СРСР та країн-сателітів, членів країн-членів Варшавського договору (окрім Румунії) до Чехословаччини |

## Умови договору

Порівняння НАТО та ОВД

Договір складався з преамбули і 11 статей. У відповідності з його умовами і Статутом ООН, держави — учасники Варшавського договору зобов'язувались утримуватись у своїх міжнародних відносинах від загрози застосування сили, а у випадку збройного нападу на будь-кого з них допомагати всіма засобами, які вони вважають необхідними, включаючи застосування збройних сил.